# Крестьянская кухня
Крестьянская кухня — блюда, характерные для конкретной культуры, которые готовятся из местных, доступных и недорогих ингредиентов. Это еда крестьян, которые являлись одними из самых бедных слоёв населения. Соответственно, такие блюда, как правило, отличает простота приготовления и сытность, поскольку изначально такой едой необходимо было накормить небогатых людей, занятых физическим трудом в сельском хозяйстве.
Характеристики крестьянской кухни:
- Упор на местные продукты, характерные для натурального хозяйства.
- Простота приготовления.
- Широкое использование злаковых, овощей и фруктов, как доступной и привычной пищи крестьян; ограниченное использование мяса как более дорогого продукта.
- Стремление к безотходности.

Очень часто крестьянская кухня — основа национальной кухни. Она могла в дальнейшем трансформироваться в более изысканную, или сохраниться и развиваться параллельно с городской, ресторанной.
Историки утверждают, что в хорошие времена крестьянская кухня была относительно достойной, но хорошие времена случались нечасто.
Блюда, приготовленные «по-крестьянски», пользуются неизменной популярностью. В наши дни крестьянская кухня и крестьянские блюда часто пересекаются с явлением и понятием «комфортная еда» (comfort food). Выходцы из села обращаются к тому, что можно назвать «комфортной пищей» — едой, связанной с безопасностью, детством.
Крестьянская еда часто противопоставляется городской, фаст-фуду и стрит-фуду, как более естественная и полезная.
В 2016 году исследовательское и консалтинговое агентство в сфере питания Technomic, выявляющее гастрономические тенденции, одним из главных кулинарных трендов 2016 года Technomic назвало «крестьянский» вектор в гастрономии, «крестьянские блюда — традиционные или обновлённые, в разных формах и сочетаниях переживают подъём».

## По странам

### Россия
В России долгое время кухня богатых мало чем отличалась от кухни бедных, но всё изменилось в XVII веке. Сначала дворянская кухня была лишь более разнообразной за счёт ввозимых фруктов и пряностей и более сложных рецептов приготовления исконно русских блюд, но в XVII веке в рационе дворян и зажиточных горожан появились новые продукты (картофель), иностранные повара и новые европейские кулинарные приёмы, оборудование, в то время как крестьянская кухня долгое время оставалась ещё неизменной.
Простота крестьянской русской кухни объясняется бедностью крестьян.
В России кислый ржаной хлеб долгое время служил основной пищей крестьянина. Хлеб пекли не часто — 1—2 раза в неделю, он изготавливался бездрожжевым способом. На основе ржи варили кисели, но кисель мог быть и овсяным, и гороховым. За хлебом шли каши: гречневая, овсяная, ячменная и из полбы. Все они тоже делались из замоченного и закисшего зерна. В основном каши делились на два типа по уровню густоты — «размазня» и густая. Из ржаной и пшеничной муки пекли оладьи, шаньги, пышки, крутили баранки и бублики, делали сушки, пекли калачи и белый хлеб. На праздник готовили пироги и пирожки со всевозможными начинками: из мяса, рыбы, птицы, ягод, грибов и овощей.

### Швейцария
Считается, что и современная швейцарская кухня, во многом, — это простая крестьянская кухня небогатой страны, ведь швейцарское экономическое процветание появилось относительно недавно.

### Италия
История тосканской кухни — яркая иллюстрация того, как крестьянская кухня превратилась в аристократическую, и как на основе всего этого сложилось традиционное меню региона.

### Англия
Относительная скудность английской кухни объясняется ранней индустриализацией Англии, в то время как сельское население Франции и Италии смогли сохранить свои традиции и развивать традиционную крестьянскую кухню. По мнению итальянской писательницы и кулинарного критика Анны дель Конте, британцы «потеряли связь с хорошей едой из-за того, что их промышленная революция произошла так рано…. (В Италии) люди были гораздо больше связаны с землёй».

### Швеция
В Швеции близким к русскому термину «крестьянская кухня», является «хусманскост» (husmanskost). Это традиционные шведские блюда из местных ингредиентов, повседневная шведская кухня. Название происходит от слова «xусман» (husman — «владелец, хозяин дома»), этот термин первоначально использовался для большинства видов простой еды в сельской местности. Примерами хусманскост являются гороховый суп (ärtsoppa), пюре из моркови, картофеля и брюквы, подаваемое со свининой (rotmos med fläsk), блюда из лосося (гравлакс, жареного, маринованного), сельди (обычно маринованные, но также жареные, запечённые в масле), рыбные биточки (fiskbullar), фрикадельки (köttbullar), картофельные кнедлики с мясом или другими ингредиентами (пальты), картофельные оладьи (raggmunk), каши (gröt), жареный картофель с разными видами мяса или колбасы и луком (pytt i panna), тушёное мясо с луком (kalops) и картофельные клёцки с начинкой из лука и свинины (кропкакор).

## Продукты

### Хлеб и мучные изделия
Питательные злаки и блюда из них занимают особое место в рационе крестьян по всему миру. Зерно издревле перемалывалось в муку для изготовления хлеба, а также использовалось для приготовления различных каш.
Вплоть до пришествия картофеля европейская крестьянская пища состояла в основном из хлеба. Хлеб деревенских жителей состоял не только из муки, но и из стеблей, половы, а иногда и из травы и даже опилок.

### Овощи
Овощи, наряду с зерном и кашами, составляли и составляют значительную часть рациона крестьян. Блюда из овощей — одни из самых распространённых в крестьянской кухне. Пища европейских крестьян часто почти целиком состояла из капусты, репы, брюквы, буряка. Лишь после XVII века в меню вошли картофель, помидоры, кабачки, кукуруза.

### Молоко и молочные изделия
Молоко — ценный источник белка для крестьян, а такие молочные продукты, как сыры, творог, кисломолочные напитки позволяли сохранить продукты из молока на более продолжительный срок.

### Мясные блюда
У многих народов мясо было прерогативой богатых. Ещё в первой половине XX века зажиточный крестьянин в Польше ел мясо в лучшем случае один раз в неделю (в воскресенье), а более бедные деревенские жители даже в праздник не могли позволить себе таких мясных деликатесов. В народе говорили «крестьянин ест мясо, когда или курица больна, или он сам болен».
Мясо шло на стол зажиточных граждан, а субпродукты являлись чуть ли не единственным источником животного белка для многих простых людей.
Например, немецкие колонисты в США готовили Scrapple или Pannhaas — пудинг или запеканку из свиных обрезков, субпродуктов, с кукурузной и пшеничной мукой и специями.
В германских странах национальные кухни изобилуют различными колбасами, эта тенденция берёт начало в крестьянской кухне, потому что издревле это был хороший способ сохранить мясо и удешевить мясные блюда в результате смешивания мяса, субпродуктов и круп, муки. Домашних животных убивали не часто, а тушу стремились использовать по максимуму.
Как гласит итальянская пословица, Del maiale non si butta niente («у свиной туши отходов не бывает»).

### Дары природы
Собирательство, охота и рыболовство — обычные занятие крестьян, помогающие разнообразить стол и даже пережить голодные времена. В рационе жителей села всегда занимали значительное место дикорастущие растения, травы, плоды, ягоды, грибы, дичь и рыба.

## Блюда
- Тюря
- Похлёбка
- Щи
- Няня (блюдо)
- Мамалыга
- Фейжоада
- Немецкий крестьянский завтрак
- Пастуший пирог
- Грёстль
- Потофё
- Бёф бургиньон
- Риболлита
- Осенний молочный суп[нем.]